# Scott Spiegel
Pour les articles homonymes, voir Spiegel.
Scott Spiegel, né le 24 décembre 1957  à Birmingham, Michigan, est un acteur, producteur, réalisateur et scénariste américain .

## Filmographie

### Acteur
- 1977 : It's Murder ! (court-métrage) de Sam Raimi : Le détective
- 1978 : Within the Woods (court-métrage) de Sam Raimi : Scotty
- 1978 : Shemp Eats the Moon de John Cameron : Lefty LaMerde
- 1979 : Clockwork (court-métrage) de Sam Raimi : Le psychopathe
- 1981 : Torro Torro Torro ! de Josh Becker et Scott Spiegel
- 1981 : Evil Dead de Sam Raimi : Fake Shemp
- 1985 : Stryker's War de Josh Becker : Pin Cushion
- 1985 : The Sappy Sap (court-métrage) de Sam Raimi : Le gentleman
- 1987 : Evil Dead 2 de Sam Raimi : Fake Shemp
- 1989 : Intruder de Scott Spiegel : Bread Man
- 1989 : The Dead Next Door de J.R. Bookwalter : Richards
- 1989 : Robot Ninja de J.R. Bookwalter : Marty Coleslaw
- 1990 : Skinned Alive de Jon Killough : Phink
- 1990 : Full Contact de Sheldon Lettich : Pool Fight Bookie
- 1990 : Darkman de Sam Raimi : Dockworker #5
- 1995 : Wild Malibu Weekend ! de Kelly Gordon : Make-Up Shemp #1
- 1995 : Mort ou vif de Sam Raimi : L'homme à la dent en or
- 1996 : Asilum de William H. Molina : Un gardien de prison
- 1999 : Une nuit en enfer 2 : Le Prix du sang de Scott Spiegel : Le réalisateur du film porno
- 2002 : Spider-Man de Sam Raimi : Un policier
- 2004 : Spider-Man 2 de Sam Raimi : Un homme au balcon
- 2005 : 2001 Maniacs de Tim Sullivan : Un ménestrel
- 2007 : Babysitter Wanted de Jonas Barnes et Michael Manasseri : Dr Spiegel

### Scénariste
- 1981 : Torro Torro Torro ! (court-métrage) de Josh Becker et Scott Spiegel
- 1981 : Attack of the Helping Hand ! (court-métrage) de Scott Spiegel
- 1982 : Cleveland Smith Bounty Hunter (court-métrage) de Josh Becker
- 1985 : Stryker's War de Josh Becker
- 1985 : The Sappy Sap (court-métrage) de Sam Raimi
- 1987 : Evil Dead 2 de Sam Raimi
- 1989 : Intruder de Scott Spiegel
- 1989 : Hit List de William Lustig (non crédité)
- 1990 : La Relève de Clint Eastwood
- 1992 : The Nutt House d'Adam Rifkin[1]
- 1999 : Une nuit en enfer 2 : Le Prix du sang de Scott Spiegel

### Réalisateur
- 1981 : Torro Torro Torro ! (court-métrage) coréalisé avec Josh Becker
- 1981 : Attack of the Helping Hand ! (court-métrage)
- 1989 : Intruder
- 1999 : Une nuit en enfer 2 : Le Prix du sang
- 2004 : My Name Is Modesty : A Modesty Blaise Adventure
- 2008 : Spring Break '83
- 2011 : Hostel, chapitre III

### Producteur / Producteur exécutif
- 1981 : Attack of the Helping Hand ! (court-métrage) de Scott Spiegel
- 1982 : Cleveland Smith Bounty Hunter (court-métrage) de Josh Becker
- 1985 : Stryker's War de Josh Becker
- 2005 : 2001 Maniacs de Tim Sullivan
- 2005 : Hostel d'Eli Roth
- 2006 : Hostel, chapitre II d'Eli Roth